# 東武雄

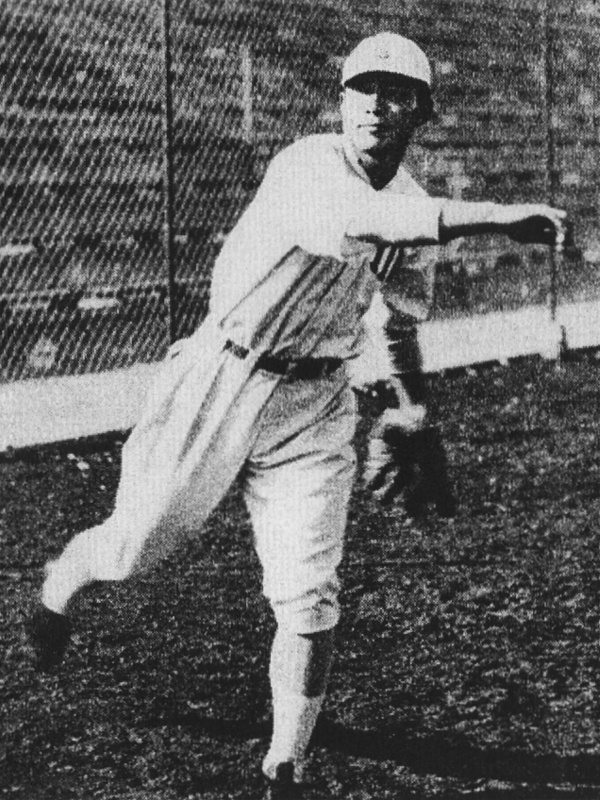
東武雄

東 武雄（あずま たけお　1901年 - 1945年11月2日）は、日本の元アマチュア野球選手。身長5尺8寸（約176cm）、体重20貫余（約75kg）。右投。大阪府大阪市出身。戦後、東京都知事を務めた東龍太郎は兄に当たる。

## 来歴・人物
医者の子として大阪船場で生まれ、天王寺中学校から第一高等学校を経て、東京帝国大学農学部に進学。
1925年秋、東京帝大の東京六大学リーグ加盟時の投手である。由谷敬吉や梶原英夫と並んで、東京大学野球部史上の「名投手三羽烏」と呼ばれる人物の一人。
1925年秋季対法大戦で六大学リーグ初の本塁打、1927年春季の対立教大戦ではノーヒットノーランを達成（現在まで東大選手唯一の記録）。
リーグ通算60試合に登板し16勝32敗、207奪三振。16勝は東大史上2位。帝大が六大学リーグに加盟できたのは東の力投のおかげであったと言われる。
東大卒業後、フィリピン、ミンダナオ島タロモにあった太田興業（太田恭三郎が1907年に設立したダバオ開拓会社で日本人労働者らによってマニラ麻を生産していた）に勤務、更に海軍嘱託として現地で軍服を着たが、戦争の終わった1945年11月2日、ミンダナオ島ダバオ州にあるダリアオン収容所で戦病死。享年44。